# Emilio Aguinaldo
Emilio Aguinaldo y Famy (23 tháng 3 năm 1869 – 6 tháng 2 năm 1964) là một nhà cách mạng, nhà chính trị, và thủ lĩnh quân sự người Philippines. Ông chính thức được công nhận là tổng thống đầu tiên của Philippines (1899–1901) và lãnh đạo quân Philippines chiến đấu chống lại Tây Ban Nha trong nửa sau của Cách mạng Philippines (1896–1897), trong Chiến tranh Tây Ban Nha–Mỹ (1898), và sau đó chống lại Mỹ (1899–1901). Ông bị quân Mỹ bắt vào năm 1901, khiến nhiệm kỳ của ông kết thúc.
Năm 1935, Aguinaldo tranh cử bất thành chức tổng thống Thịnh vượng chung Philippines trước Manuel Quezon. Sau khi Nhật Bản xâm chiếm Philippines năm 1941, ông cộng tác với những người lãnh đạo mới, còn lập một đài phát thanh kêu gọi quân Mỹ và Philippines tại Bataan đầu hàng. Ông bị bắt vì tội cộng tác với địch sau khi người Mỹ trở lại song sau đó được phóng thích trong một đợt đại xá.

## Thuở trẻ và gia đình
Emilio Aguinaldo sinh ngày 23 tháng 3 năm 1869 tại Cavite el Viejo (nay là Kawit), thuộc tỉnh Cavite, là con của Carlos Aguinaldo y Jamir và Trinidad Famy, một cặp đôi người lai Tagalog-Hoa có tám con, Emilio là con thứ bảy. Gia đình Aguinaldo khá sung túc do cha ông được cộng đồng bổ nhiệm làm khu trưởng trong chính quyền thực dân Tây Ban Nha. Ông theo học tại Học viện San Juan de Letran song không hoàn thành khóa học do bệnh tả.
Emilio trở thành "Cabeza de Barangay" của Binakayan, một khu vực chính yếu của Cavite el Viejo, vào năm 17 tuổi để tránh phải thực hiện nghĩa vụ quân sự.
Năm 1895, Luật Maura về tái tổ chức chính quyền địa phương được ban hành. Ở tuổi 25, Aguinaldo trở thành khu trưởng đầu tiên của Cavite Viejo trong khi đang trong một chuyến đi kinh doanh tại Mindoro.
Năm 1896, ông kết hôn với Hilaria del Rosario (1877–1921). Họ có năm người con là: Carmen Aguinaldo Melencio, Emilio Aguinaldo, Jr, Maria Aguinaldo Poblete, Cristina Aguinaldo Suntay và Miguel Aguinaldo.

## Sự nghiệp chính trị

### Cách mạng Philippines

Hiệu kỳ phái Magdalo do Baldomero Aguinaldo lãnh đạo.

Năm 1894, Aguinaldo tham gia "Katipunan", đây là một tổ chức bí mật do Andrés Bonifacio lãnh đạo, có mục tiêu là trục xuất người Tây Ban Nha và độc lập cho Philippines thông qua lực lượng vũ trang.(tr77) Aguinaldo sử dụng bí danh Magdalo nhằm tôn vinh Maria Madalena.(tr179)
Ngày 1 tháng 1 năm 1895, Aguinaldo trở thành một hội viên Tam Điểm, gia nhập Pilar Lodge No. 203, Imus, Cavite với mật danh "Phil Mcrevace". Sau này ông nói rằng:
"Cách mạng thành công năm 1896 là lấy cảm hứng của Tam Điểm, do Tam Điểm lãnh đạo, và Tam Điểm thực hiện. và Tôi bạo gan nói rằng Đệ nhất Cộng hòa Philippines mà tôi là tổng thống hèn mọn là một thành tựu mà chúng ta phần lớn hàm ơn Hội Tam Điểm và các thành viên của họ."
Cách mạng Philippines do Katipunan lãnh đạo chống Tây Ban Nha khởi sự trong tuần cuối của tháng 8 năm 1896 tại San Juan del Monte (nay thuộc Metro Manila).(tr176) Tuy nhiên, Aguinaldo và các phiến quân Cavite khác ban đầu từ chối tham gia tấn công với lý do là thiếu vũ khí. Trong khi Bonifacio và các phiến quân khác buộc phải dùng đến chiến tranh du kích, Aguinaldo và phiến quân Cavite giành các thắng lợi lớn trong các trận đánh lẻ tẻ, tạm thời đẩy lui quân Tây Ban Nha khỏi khu vực của họ.
Ngày 17 tháng 2 năm 1897, Aguinaldo và một nhóm katipun đánh bại quân Tây Ban Nha dưới quyền Camilo de Polavieja trong trận cầu Zapote tại Cavite. Tỉnh Cavite dần nổi lên thành lò lửa cách mạng, và các chiến binh katipun do Aguinaldo lãnh đạo giành một loạt thắng lợi tại đây.

### Hội nghị Tejeros và Hành quyết Bonifacio
Xung đột trong hàng ngũ các phái của Katipunan, đặc biệt là giữa phái Magdalo và phái Magdiwang khiến Bonifacio can thiệp tại tỉnh Cavite.(tr178–182) Phiến quân tại Cavite đồn đại về thành lập một chính phủ cách mạng thay thế cho Katipunan.(tr182) Mặc dù Bonifacio công nhận tồn tại của Katipunan như một chính phủ, ông bằng lòng và chủ trì một hội nghị tổ chức vào ngày 22 tháng 3 năm 1897 tại Tejeros, Cavite. Nước Cộng hòa Philippines được công bố, Aguinaldo trở thành tổng thống được bầu. Bonifacio được bầu làm Giám đốc Nội vụ, tuy nhiên sau khi Daniel Tirona đặt vấn đề về trình độ của ông trong vị trí này, Bonifacio thấy bị xỉ nhục và tuyên bố giải thể hội đồng và hủy bỏ mọi điều được tán thành và quyết định.(tr178)
Bonifacio từ chối công nhận chính phủ cách mạng do Aguinaldo đứng đầu và tái xác nhận quyền lực của ông, buộc tội phái Magdalo phản bội và ra các lệnh trái với lệnh do phái Aguinaldo ban hành.(tr188) Đến tháng 4 năm 1897, Aguinaldo ra lệnh bắt giữ Bonifacio, xét xử rồi ra lệnh hành quyết hai anh em Bonifacio vào ngày 10 tháng 5 năm 1897 tại núi Buntis, Maragondon, Cavite song đến nay vẫn còn nghi vấn là anh em Bonifacio thực tế phải đi lưu vong.(tr249)

### Biak-na-Bato
Quân Tây Ban Nha phát động công kích khiến quân cách mạng dưới quyền Aguinaldo phải đào thoát. Ngày 24 tháng 6 năm 1897, Aguinaldo đến Biak-na-Bato thuộc San Miguel, Bulacan, và lập trị sở tại đây, nằm trong Công viên quốc gia Biak-na-Bato tại nơi mà nay gọi là hang Aguinaldo. Cuối tháng 10 năm 1897, Aguinaldo triệu tập một hội nghị gồm các tướng lĩnh tại Biak-na-Bato, tại đây họ quyết định lập một chế độ cộng hòa lập hiến. Một hiến pháp theo khuôn mẫu gần với Hiến pháp Cuba được soạn thảo bởi Isabelo Artacho và Felix Ferrer. Hiến pháp quy định lập một hội đồng tối cao gồm một tổng thống, một phó tổng thống, một bộ trưởng chiến tranh, và một bộ trưởng ngân khố. Aguinaldo được bổ nhiệm làm tổng thống.(tr183–184)

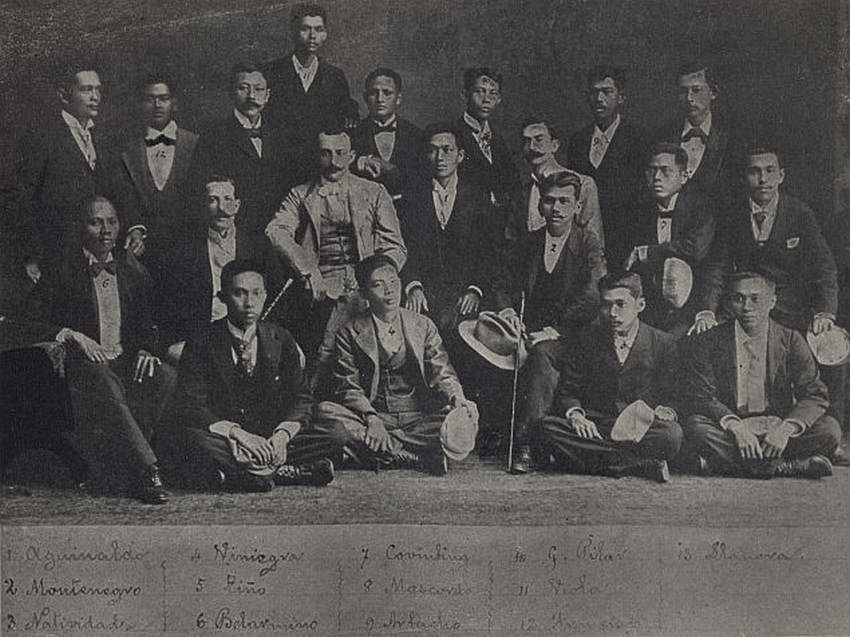
Emilio Aguinaldo cùng các nhà cách mạng lưu vong tại tại Hong Kong.

Từ tháng 3 năm 1897, toàn quyền của Tây Ban Nha là Fernando Primo de Rivera (1897 - 1898) khuyến khích những người Philippines xuất chúng liên lạc với Aguinaldo để giải quyết hòa bình xung đột. Ngày 9 tháng 8, luật sư Pedro Paterno họp với Aguinaldo tại Biak-na-Bato với một đề xuất hòa bình dựa trên các cải cách và ân xá. Trong các tháng kế tiếp, Paterno tiến hành ngoại giao con thoi, đóng vai trò là trung gian giữa de Rivera và Aguinaldo. Ngày 14–15 tháng 12 năm 1897, Aguinaldo ký vào Hiệp ước Biak-na-Bato, theo đó Aguinaldo thực tế chấp thuận kết thúc chiến sự và giải thể chính phủ của mình để đổi lấy ân xá và "₱800.000 (Mexico)" (Aguinaldo mô tả) tiền bồi thường.(tr252)
Ngày 23 tháng 12, Aguinaldo và các quan chức cách mạng khác dời đến Hồng Kông tự nguyện lưu vong. Số tiền bồi thường đợt đầu ₱400.000 được ký thác vào các ngân hàng Hong Kong. Trong khi lưu vong, Aguinaldo tái tổ chức chính phủ cách mạng thành "Ủy ban hành chính Hồng Kông" và mở rộng nó thành "Hội đồng Tối cao Quốc gia".(tr253)

### Trở về Philippines và Tuyên ngôn độc lập

Đích thân Aguinaldo thiết kế quốc kỳ của Đệ nhất Cộng hòa Philippines.

Ngày 25 tháng 4, Chiến tranh Tây Ban Nha–Mỹ bắt đầu. Mặc dù chiến tranh chủ yếu tập trung tại Cuba, song Hải đoàn Á châu của Hải quân Hoa Kỳ đóng tại Hong Kong dưới quyền Phó đề đốc George Dewey đi sang Philippines. Ngày 1 tháng 5 năm 1898, trong trận vịnh Manila, người Mỹ tiêu diệt Hải đoàn Thái Bình Dương của Tây Ban Nha và tiến hành phong tỏa Manila.(tr255–256) Vài ngày sau, Dewey chấp thuận trở Aguinaldo từ Hong Kong sang Philippines trên tàu USS McCulloch, nó dời Hong Kong cùng Aguinaldo vào ngày 16 tháng 5, đến Cavite vào ngày 19 tháng 5. Aguinaldo lập tức tiếp tục chỉ huy lực lượng cách mạng và bao vây Manila.(tr256–257)
Ngày 24 tháng 5 năm 1898, tại Cavite, Aguinaldo công bố một tuyên ngôn với nội dung là ông đảm nhiệm chức tư lệnh của toàn bộ lực lượng Philippines và lập một chính phủ độc tài dưới quyền mình.
Ngày 12 tháng 6, Aguinaldo công bố Tuyên ngôn độc lập Philippines từ Tây Ban Nha và đến ngày 18 tháng 6 cùng năm, ông công bố một sắc lệnh chính thức thiết lập chính phủ độc tài của mình.(tr10)
Ngày 23 tháng 6, Aguinaldo công bố một sắc lệnh thay thế chính phủ độc tài bằng một chính phủ cách mạng do bản thân ông làm tổng thống.(tr35):Appendix C

### Đệ nhất Cộng hòa Philippines

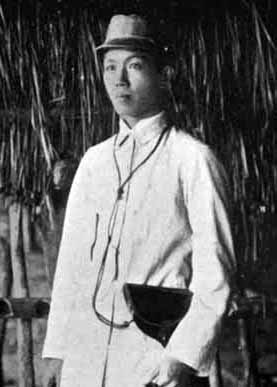
Emilio Aguinaldo với tư cách nguyên soái.

Đệ nhất Cộng hòa Philippines chính thức được thành lập khi Công bố Hiến pháp Malolos vào tháng 1 năm 1899 tại Malolos, Bulacan và tồn tại cho đến khi Emilio Aguinaldo bị quân Mỹ bắt vào ngày 23 tháng 3 năm 1901 tại Palanan, Isabela, khiến Đệ nhất Cộng hòa kết thúc trên thực tiễn. Aguinaldo bổ nhiệm hai thủ tướng trong nhiệm kỳ của mình là Apolinario Mabini và Pedro Paterno. Ông có hai nội các trong năm 1899. Sau đó, tình hình quân sự khiến ông tiến hành cai trị theo sắc lệnh.

### Chiến tranh Philippines–Mỹ
Ngày 12 tháng 8 năm 1898, quân Mỹ chiếm Manila và đến ngày 14 cùng tháng họ lập ra Chính phủ quân sự Hoa Kỳ tại Quần đảo Philippines, Thiếu tướng Wesley Merritt là thống đốc quân sự đầu tiên.(tr110–112) Tối ngày 4 tháng 2 năm 1899, một người Philippines bị một lính gác Mỹ bắn. Sự kiện này được nhận định là khởi đầu cho Chiến tranh Philippines-Mỹ, và cực điểm là trận Manila năm 1899 giữa quân Mỹ và quân Philippines. Người Mỹ với trình độ kỹ thuật cao đã đẩy lui các binh sĩ Philippines khỏi thành phố, và chính phủ của Aguinaldo liên tục di chuyển do tình hình quân sự leo thang.(tr268–270, 273–274) Aguinaldo lãnh đạo kháng chiến chống Mỹ song triệt thoái đến miền bắc đảo Luzon.
Ngày 23 tháng 3 năm 1901, Aguinaldo bị bắt tại trị sở thuộc Palanan, Isabela.:507–509 Một nhóm kháng chiến dưới quyền Macario Sakay lập ra Cộng hòa Tagalog. Ngày 19 tháng 4 năm 1901, Aguinaldo tiến hành tuyên thệ trung thành với Hoa Kỳ, chính thức kết thúc Đệ nhất Cộng hòa và công nhận chủ quyền của Hoa Kỳ đối với Philippines.(tr274–275) Sau khi Aguinaldo bị bắt, một số chỉ huy người Philippines tiếp tục tiến hành cách mạng. Ngày 10 tháng 7 năm 1901, Miguel Malvar ra tuyên ngôn kêu gọi tiến lên(tr275) song Malvar đầu hàng quân Mỹ tại Lipa, Batangas vào ngày 16 tháng 4 năm 1902. Chiến tranh kết thúc khi Tổng thống Hoa Kỳ Theodore Roosevelt đơn phương tuyên bố đại xá vào ngày 4 tháng 7 năm 1902.

## Hậu tổng thống

### Thời Mỹ thuộc

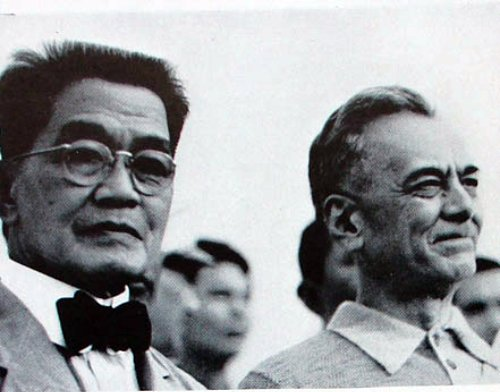
Aguinaldo và Quezon trong ngày Quốc kỳ năm 1935.

Thời Mỹ thuộc, Aguinaldo ủng hộ các tổ chức chủ trương lập tức độc lập và giúp các cựu chiến binh đấu tranh. Ông tổ chức Hiệp hội cựu chiến binh cách mạng để đảm bảo tiền trợ cấp cho các thành viên và tiến hành thu xếp để họ mua đất trả góp từ chính phủ.
Trưng bày Quốc kỳ Philippines bị xem là bất hợp pháp theo Đạo luật Phản loạn năm 1907. Tuy nhiên, đạo luật này được sửa đổi vào ngày 30 tháng 10 năm 1919. Sau đó, Aguinaldo chuyển đổi nhà mình tại Kawit thành một nơi tưởng niệm quốc kỳ, cách mạng và tuyên ngôn độc lập. Tính đến  năm 2015, nhà ông vẫn tồn tại và được gọi là Đền Aguinaldo.
Aguinaldo rút khỏi sinh hoạt công cộng trong nhiều năm, đến khi Thịnh vượng chung Philipines được thành lập vào năm 1935 nhằm chuẩn bị cho Philippines độc lập, ông tranh cử tổng thống, song thất cử trước Manuel L. Quezon. Hai người chính thức giảng hòa vào năm 1941, khi Tổng thống Quezon chuyển ngày Quốc kỳ sang 12 tháng 6 để kỷ niệm Tuyên ngôn độc lập Philippines.
Trong thời kỳ Nhật Bản chiếm đóng Philippines, Aguinaldo cộng tác với người Nhật, ông diễn thuyết và ban hành các bài viết và nói trên sóng phát thanh ủng hộ người Nhật, trong đó có một lời kêu gọi trên sóng phát thanh rằng Douglas MacArthur tại Corregidor đầu hàng để "tha cho thanh niên Philippines vô tội."(tr285) Ông giải thích hành động của mình, "Tôi chỉ nhớ đến cuộc chiến mà tôi lãnh đạo. Chúng tôi cũng có số lượng đông hơn, song liên tục triệt thoái. Tôi thấy binh sĩ của mình chết mà không có tác động gì đến các sự kiện sau này. Đối với tôi có lẽ điều đó đang diễn ra tại Bataan, và có vẻ dừng lại là một điều tốt lành." Sau khi liên quân Mỹ và Philippines tái chiếm Philippines vào năm 1945, Aguinaldo bị bắt giữ cùng một số nhân vật khác bị cáo buộc cộng tác với người Nhật, và bị giam vài tháng trong nhà tù Bilibid. Ông được phóng thích theo sắc lệnh của tổng thống.(tr2)
Aguinaldo ở tuổi 77 khi Chính phủ Hoa Kỳ công nhận Philippines độc lập theo Hiệp định Manila vào ngày 4 tháng 7 năm 1946, phù hợp với Đạo luật Tydings–McDuffie năm 1934.

### Thời kỳ hậu Mỹ
Năm 1950, Tổng thống Elpidio Quirino bổ nhiệm Aguinaldo làm một thành viên trong Hội đồng Quốc gia Philippine, ông dảm nhiệm một nhiệm kỳ trọn vẹn tại đây. Ông lại về hưu ngay sau đó, dành thời gian và chú ý của mình cho "lợi ích và phúc lợi" của cựu chiến binh.
Ông được Đại học Philippines phong hàm giáo sư luật vào năm 1953.
Ngày 12 tháng 5 năm, 1962, Tổng thống Diosdado Macapagal đổi kỷ niệm ngày độc lập từ 4 tháng 7 sang 12 tháng 6. Dù sức khỏe yếu song Aguinaldo vẫn tham gia lễ kỷ niệm độc lập vào năm đó. Đến ngày 4 tháng 8 năm 1964, Đạo luật Cộng hòa số 4166 công bố ngày 12 tháng 6 là ngày Độc lập và đổi tên ngày 4 tháng 7 thành ngày Cộng hòa.

### Qua đời và di sản

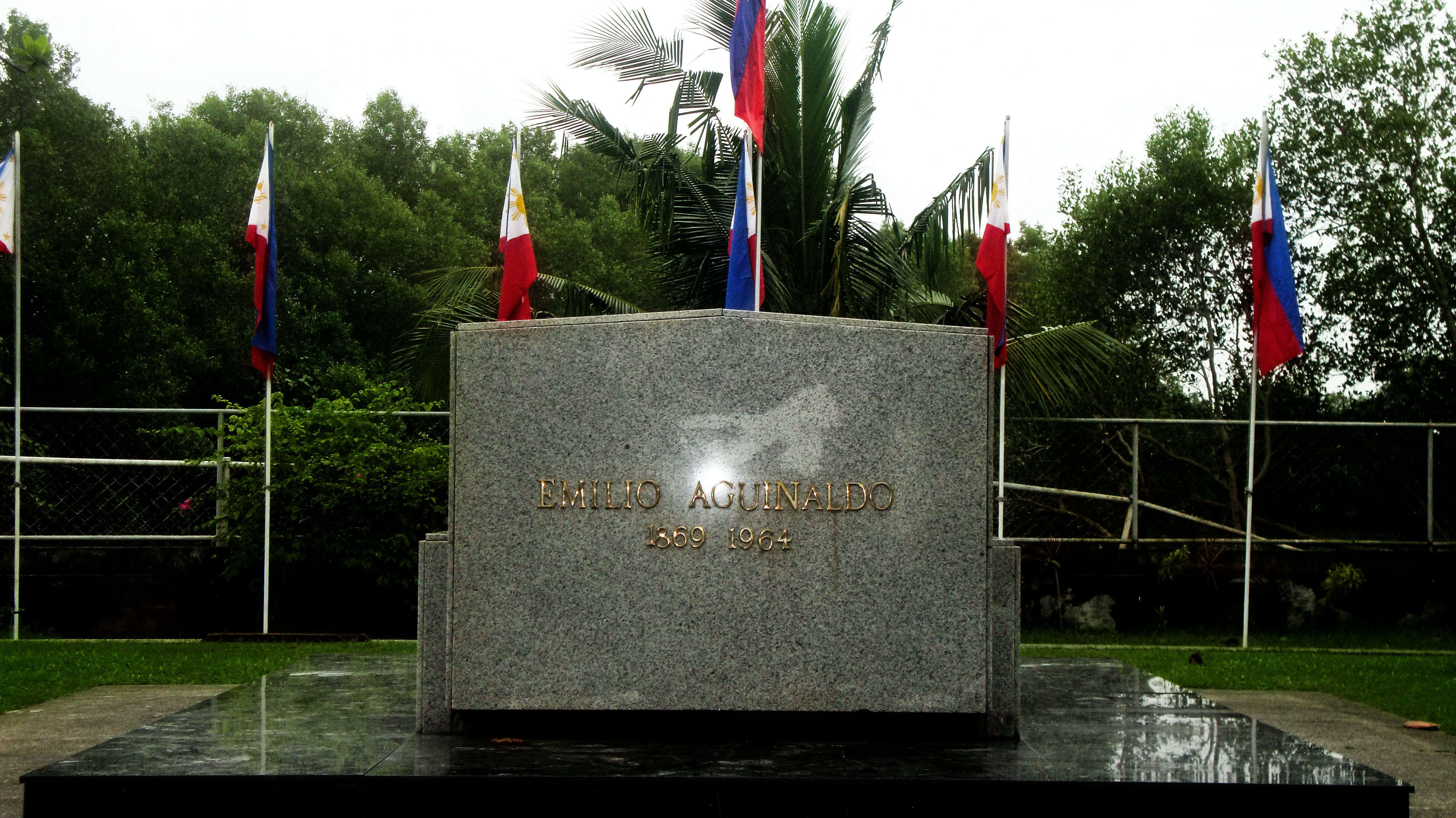
Mộ Aguinaldo tại Kawit.

Aguinaldo được đưa vào Trung tâm y tế Veterans Memorial tại thành phố Quezon vào ngày 5 tháng 10 năm 1962. Ông điều trị tại đây trong 469 ngày cho đến khi từ trần vì chứng huyết khối mạch vành ở tuổi 94 vào ngày 6 tháng 2 năm 1964. Trước khi qua đời một năm, ông quyên góp lô đất và dinh thự của mình cho chính phủ. Bất động sản này nay đóng vai trò là một đền để tưởng niệm tinh thần cách mạng 1896.
Năm 1964, sách của ông được xuất bản với tiêu đề "Mga Gunita ng Himagsikan" Hồi ký Cách mạng. Ấn bản thứ nhì được sản xuất vào năm 1988 nhân 100 năm Philippines độc lập.
Năm 1985, Ngân hàng Trung ương Pilipinas phát hành tiền giấy mệnh giá 5 peso mới miêu tả một chân dung Aguinaldo ở mặt trước. Mặt sau của tiền thể hiện tuyên bố độc lập của Philippines vào ngày 12 tháng 6 năm 1898. Mẫu tiền này ngừng phát hành vào năm 1995, giấy bạc 5 peso mới có mặt trước in chân dung Aguinaldo.